# Mon japonês

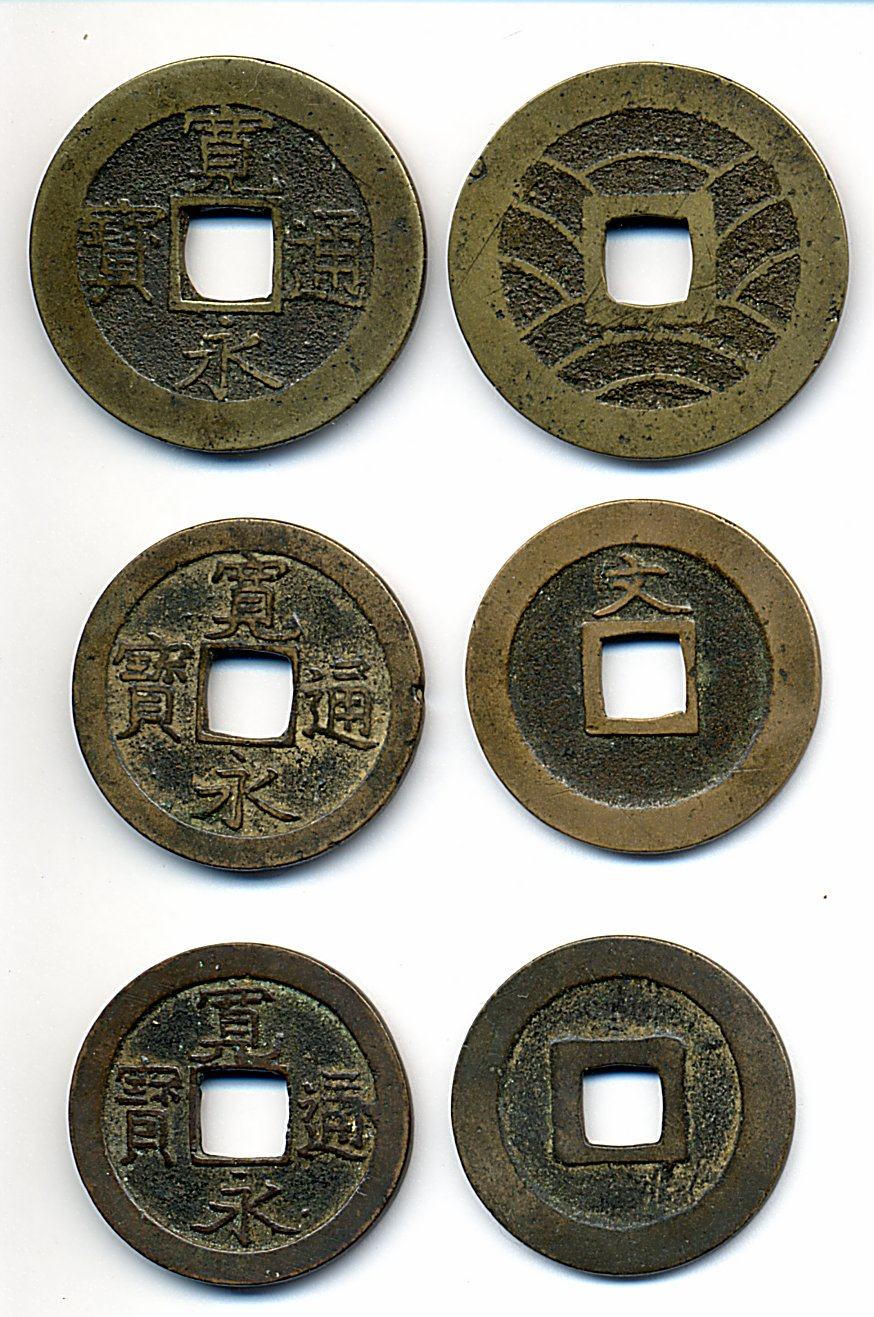
Kan'ei Tsūhō - A superior tem um valor de 4 mon, as outras duas tem o valor de um mon

O Mon (文?) foi uma moeda utilizada no Japão a partir do período Muromachi em 1336 até 1870. Elas foram cunhadas em cobre ou ferro e circularam simultaneamente com outras moedas de prata e de ouro denominadas respectivamente "shu" e "ryō", com o valor de 4000 mon equivalente a um ryō. 
O iene substituiu estas denominações em 1870. No entanto seu uso continuou pelo menos até 1871, quando os primeiros selos japoneses emitidos nesse ano ainda eram denominados em "mon".